# إيما مارشيجليا
إيمّا مارتشيغاليا (مانتوفا ، 24 ديسمبر 1965) هي سيدة أعمال إيطالية. شغلت منصب رئيس اتحاد الصناعيين الإيطاليين (كونفيندوستريا) منذ عام 2008 إلى عام 2012 ورئيس جامعة لويس غويدو كارلي من 2010 إلى 2016 . منذ 8 مايو 2014 كانت رئيسة لشركة إيني.

## حياتها
إيمّا هي الابنة الثانية لبالميرا بزاني وستينو مارسيليا (مؤسس شركة مارتشيغاليا SPA) وهي شركة نشطة في معالجة الصلب. في عام 2001 تزوجت من روبرتو فينيسي، مهندس الكتروني، وفي عام 2003 أنجبت منه ابنتها غايا.
تخرجت من مدرسة بيلفيوري الثانوية في مانتوفا بمرتبة الشرف في الاقتصاد التجاري من جامعة لويجي بوكوني التجارية في عام 1989. خلال سنوات دراستها الجامعية أمضت فترة ثمانية أشهر في الولايات المتحدة، حيث التحقت بالسنة الثانية لماجستير إدارة الأعمال في جامعة نيويورك دون أن تنهي هذه الدراسة.

## الحياة المهنية

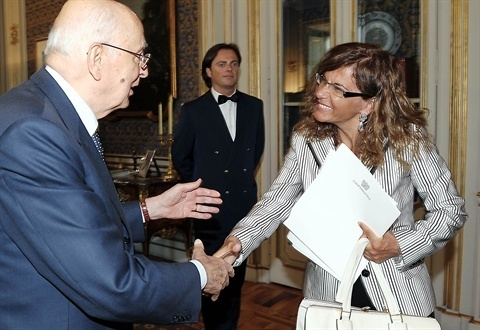
تلقت إيما مارسيجاليا في كيرينال من قبل جورجيو نابوليتانو ، 29 يوليو 2009

- في نطاق الأعمال العائلية، تشغل منصب المدير والمدير التنفيذي [1] مع شقيقها أنطونيو. في يناير 1990 بدأت بالتعامل مع إعادة تقييم جزيرة باريلاA ، شركة سياحية استحوذت عليها قبل عامين من قبل مجموعة مارتشيغاليا. [2]
- رئيسة مؤسسة أريتي أونلس [3] ، التي تدعم أنشطة جامعة سان رافاييلي فيتا ساولتي.
- نشطة للغاية في الاتحاد العام للصناعة الإيطالية :
  - نائب الرئيس مع تخيل بشؤون أوروبا.
  - في الفترة من 1996 إلى 2000، كانت رئيسة المقاولين الشباب في اتحاد الصناعيين الإيطاليين.
  - من 2000 إلى 2002 كانت نائبة رئيس اتحاد الصناعيين الإيطاليين، تحت رئاسة أنطونيو داماتو. استقالت بسبب الخلافات السياسية.
  - تشغل منذ عام 2004 منصب نائب الرئيس، برئاسة لوكا كورديرو دي مونتيزيمولو، وتتمع بسلطات في مجال الطاقة وتنسيق السياسات الصناعية والبيئية.
  - في عام 2006، أسست مع مارينا سلامون شركة أريندي التي تعنى بإنتاج أنظمة الطاقة الشمسية.
  - في 13 مارس 2008، تم انتخابها لرئاسة «اتحاد الصناعيين الإيطاليين» لفترة السنوات الأربع 2008 - 2012، وهي أول امرأة والأصغر سناً أيضاً بين من شغلوا هذا المنصب.
- في 16 تموز، 2010 تم انتخابها لرئاسة جامعة لويس للسنوات 2010 - 2013، وأعيد تأكيدها في المنصب في وقت لاحق للسنوات الثلاث 2013 - عام 2016 . [4]
- في 11 نيسان 2013 تم تعيينها رئيس بزنس، وهي الجمعية التي تمثل اتحاد أصحاب العمل الأوروبي. الموعد المحدد كل سنتين، والذي يتم تجديده مرة واحدة فقط، يبدأ من 1 يوليو. [5] هي أول امرأة تشغل هذا المنصب، وأول إيطالية منذ عهد غويدو كارلي . [6]
- كانت رئيس YES (رواد الأعمال الشباب لأوروبا [7] ).
- في 14 أبريل 2014 تم تعيينها رئيسًا لـ إيني من قبل حكومة رينزي .

## جوائز
- يوم 6 مايو عام 2015 حصلت على جائزة غويدو كارلي من قبل لجنة التحكيم المؤلفة من جاني ليتّا، ديبورا بالييري، باربرا بالومبيلي، فيكتور لباد، ماريو أورفيو، روبرتو روكي، فرانكو برنابي، أنطونيو باتويلي، ماتيو مارتسوتو، جوفاني مالاغو و غويدو ماسيمو ديل اومو . [8]

## قائمة المراجع
- أرميني ، إيما مارسيغليا، أول «حصة وردية» من كونفيندوستريا
- O. Piscitelli ، إيما في صعود ، L'Espresso رقم 22 ، 24 أغسطس 2005

## وصلات خارجية
- إيما مارشيجليا على موقع مونزينجر (الألمانية)